# カリフォルニア州の地理

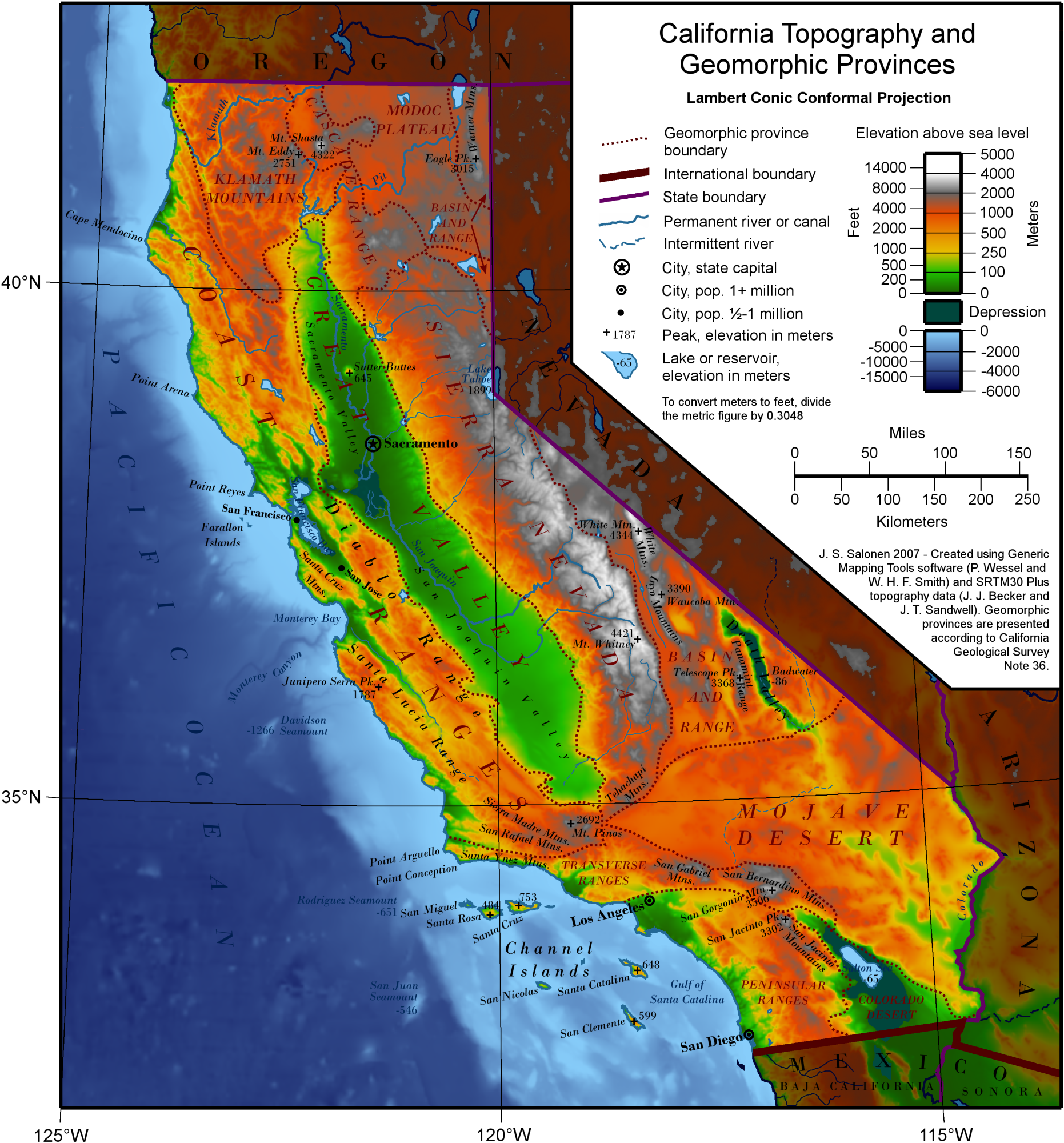
カリフォルニア州の地勢と地形の区を示す地図

カリフォルニア州の地理は多様である。中でもシエラネバダ山脈、セントラル・バレーの肥沃な農地、および南部の乾燥したモハーヴェ砂漠が大きな特徴である。世界でも最も特徴的な樹木としては、最も樹高が高い木であるコーストレッドウッド（Sequoia sempervirens）、最も容積が大きい木であるジャイアントセコイア（Sequoiadendron giganteum）、また最も樹齢の長い木であるブリストルコーンパインがある。大陸48州の中では最も標高の高いホイットニー山と、最も標高が低い地点のあるデスヴァレーがある。
カリフォルニア州は通常北カリフォルニアと南カリフォルニアに区分されるが、その境界がはっきりと定義されているわけではない。サンフランシスコは北カリフォルニアの都市であり、ロサンゼルスは南カリフォルニアの都市であるが、その間の地域は地理上の特徴ではっきりした差がないことの方が多い。アメリカ地質調査所はカリフォルニア州の地理重心をノースフォークにあると定義している。
地球科学者は通常カリフォルニア州を11のはっきりした境界を持つ地形区域に分けている。北から南にクラマス山脈、カスケード山脈、モドック高原、ベースン・アンド・レンジ、セントラル・バレー、シエラネバダ山脈、トランスバース山脈、モハーヴェ砂漠、半島山脈、およびコロラド砂漠である。本稿ではロサンゼルス盆地、チャンネル諸島および太平洋をその他の区域として扱う。

## 北カリフォルニア

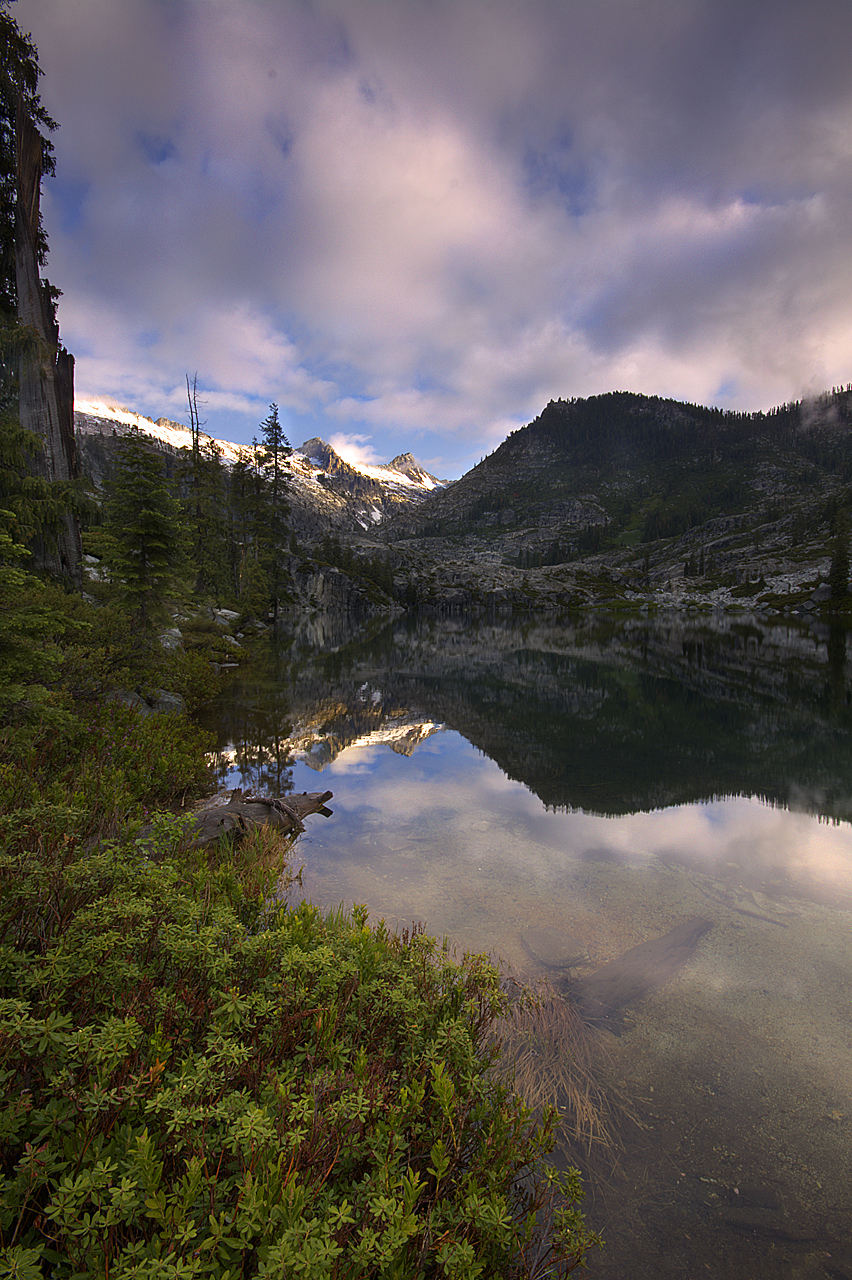
ウェディングケーキ峰とトンプソン峰

### クラマス山脈
クラマス山脈はカリフォルニア州北西部からオレゴン州南西部の山脈であり、最高峰はトリニティ郡にあるトンプソン峰（標高2,744 m）である。地質的に多様であり、蛇紋石と大理石が多く、夏は極端に雨が少ない。その地質のためにローソンヒノキ (Chamaecyparis lawsoniana)、フォックステイルパイン (Pinus balfouriana)、ブルワーズスプルース (Picea breweriana) およびカルミオプシス (Kalmiopsis leachiana) など固有種やそれに近い種があり、特徴ある植物相になっている。

### カスケード山脈

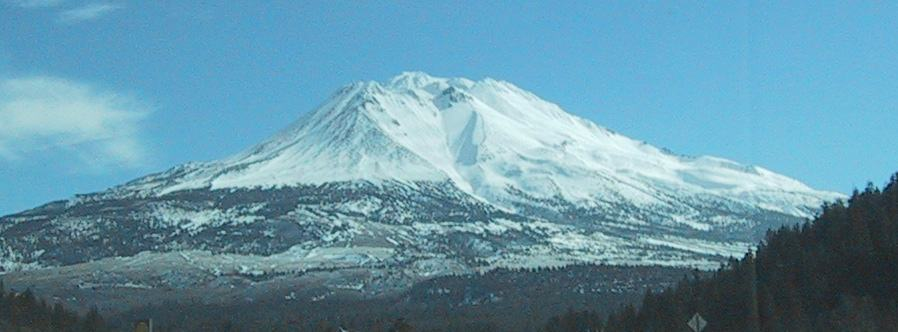
シャスタ山、州間高速道路5号線からの眺め

カスケード山脈はカナダのブリティッシュコロンビア州からカリフォルニア州の北部に伸びる山脈である。太平洋を取り巻く火山の連なりである環太平洋火山帯に属している。大陸アメリカ合衆国の歴史で分かっている火山の噴火はすべてこのカスケード山脈にある火山のものである。カリフォルニア州で現在までの最後の噴火は1914年から1921年まで噴火活動を続けたラッセン山のものだった。ラッセン山はカスケード山脈の中では最も南に位置する活火山である。
この山脈はオレゴン州とネバダ州に境を接してカリフォルニア州の北東部にあり、セントラル・バレーやシエラネバダ山脈の最北部にも接している。その中心はトリニティアルプスに近いシャスタ山である。シャスタ山は休火山だが、シャスタ山あるいはそれに属する小さい峰であるシャスティナが18世紀に噴火したという記録がある。

### モドック高原
モドック高原はカリフォルニア州の北東部隅にあり、標高1,200から1,800メートルの溶岩流に、噴石丘、ビャクシンの平原、松林および季節によってできる湖がある。面積4,000 km²に近いモドック国立の森が西のメディシン湖高地と東のワーナー山脈の間にある。この高原にはミュールジカ (Odocoileus Hemionus)、ロッキー山脈エルク (Cervus Canadensis) およびプロングホーン・アンテロープ (Antilocapra Americana) の大きな群れが生息している。また野生の馬の群れも見られる。クリア湖国立野生生物保護区とロングベル州立動物保護区もこの高原内にある。ロスト川が高原の北側を流れ、一方南部の水流は盆地の貯水池に集まるか、モドック郡の中央にあるビッグセージ貯水池に流れ込んでいる。

### ベースン・アンド・レンジ

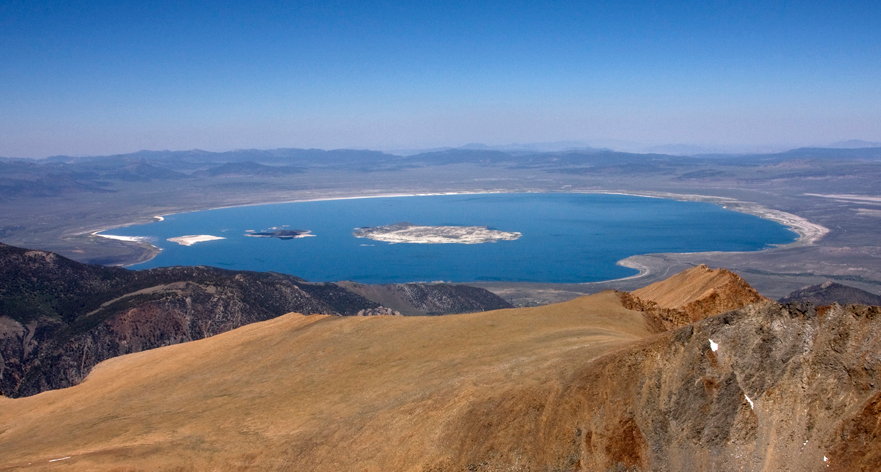
モノ湖

シエラネバダ山脈の東にベースン・アンド・レンジ地質区があり、ネバダ州まで広がっている。この地質区は一連なりの山脈と谷（学術的には地塁と地溝）であり、地殻の水平方向への伸びによって形成される。ここの特徴的な地形がモノ湖であり、北アメリカで最古の湖とされている。ベースン・アンド・レンジには北アメリカで最も深い谷であるオーウェンズバレーもあり、ホイットニー山の山頂からは3,000メートル以上の深さがある。
東カリフォルニアのシエラネバダ山脈の下には一連なりの干上がった湖床があり、最終氷期には水が張られていた（氷河の氷が溶けた水だが、氷河作用の影響を直接は受けていなかった）。これら湖の多くには様々な種類の塩を含む蒸発岩が多量にある。これら湖床の塩沈殿物は長年にわたって採掘されてきた。その中でも著名な塩がホウ砂（硼砂、ほうしゃ）であり、オーエンズ湖やデスバレーで採取されてきた。
この地区にはホワイト山脈があり、世界でも最も樹齢が長いブリストルコーンパインが自生している。

### 海岸山脈

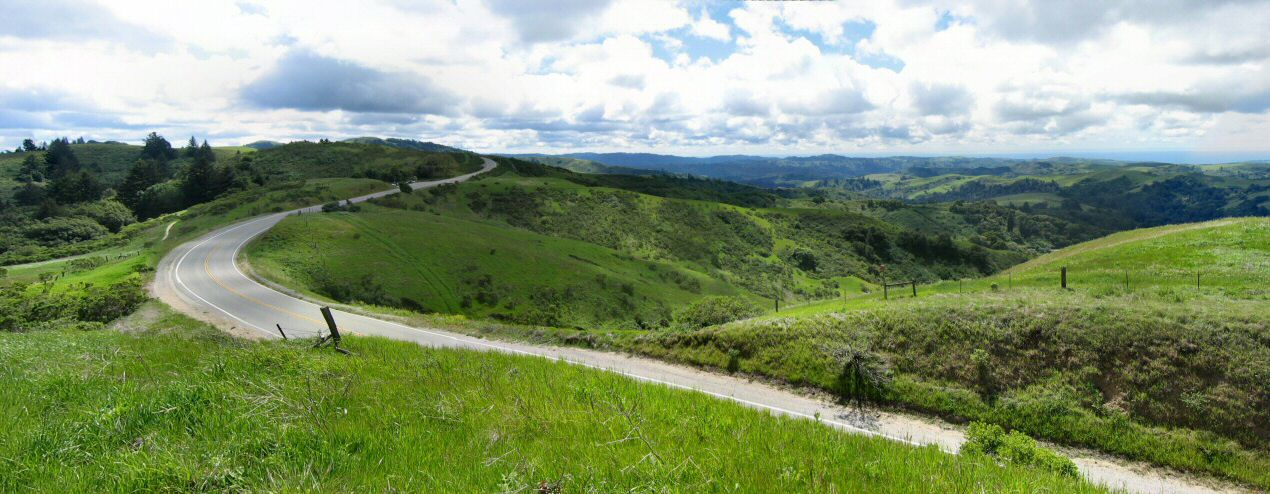
サンタクルーズ山脈の尾根を走るスカイライン・ブールバード

セントラル・バレーの西には海岸山脈があり、その中にはサンフランシスコの直ぐ東にあるディアブロ山地と、南にあるサンタクルーズ山脈が含まれている。サンフランシスコの北側の海岸山脈は霧と雨が次第に多くなってきている。これらの山脈にはコーストレッドウッドの木があることが特徴であり、海岸の霧の中で成長し、地球上で最も樹高の高い木になっている。

### セントラル・バレー
カリフォルニア州の地理は、海岸山脈とシエラネバダ山脈に挟まれてその中央に広大で肥沃な地であるセントラル・バレーがあることが特徴である。その北部にはサクラメント川が流れ、その流域はサクラメント・バレーと呼ばれており、南部にはサンワーキン川が流れてその流域はサンホアキン・バレーと呼ばれている。セントラル・バレー全体は山脈から流れ出すサクラメント川、サンワーキン川およびキングス川など多くの川が流れ、サンフランシスコ湾に注いでいる。これらの川は大きくて深いので、ストックトンやサクラメントなど内陸の都市が海港になっている。
セントラル・バレーの南端は内陸流域となっており、事実上バレーの一部ではない。トゥーレアリ湖は昔広さが1,476 km²あったが、現在では干上がり、農業用地になっている。

### シエラネバダ山脈

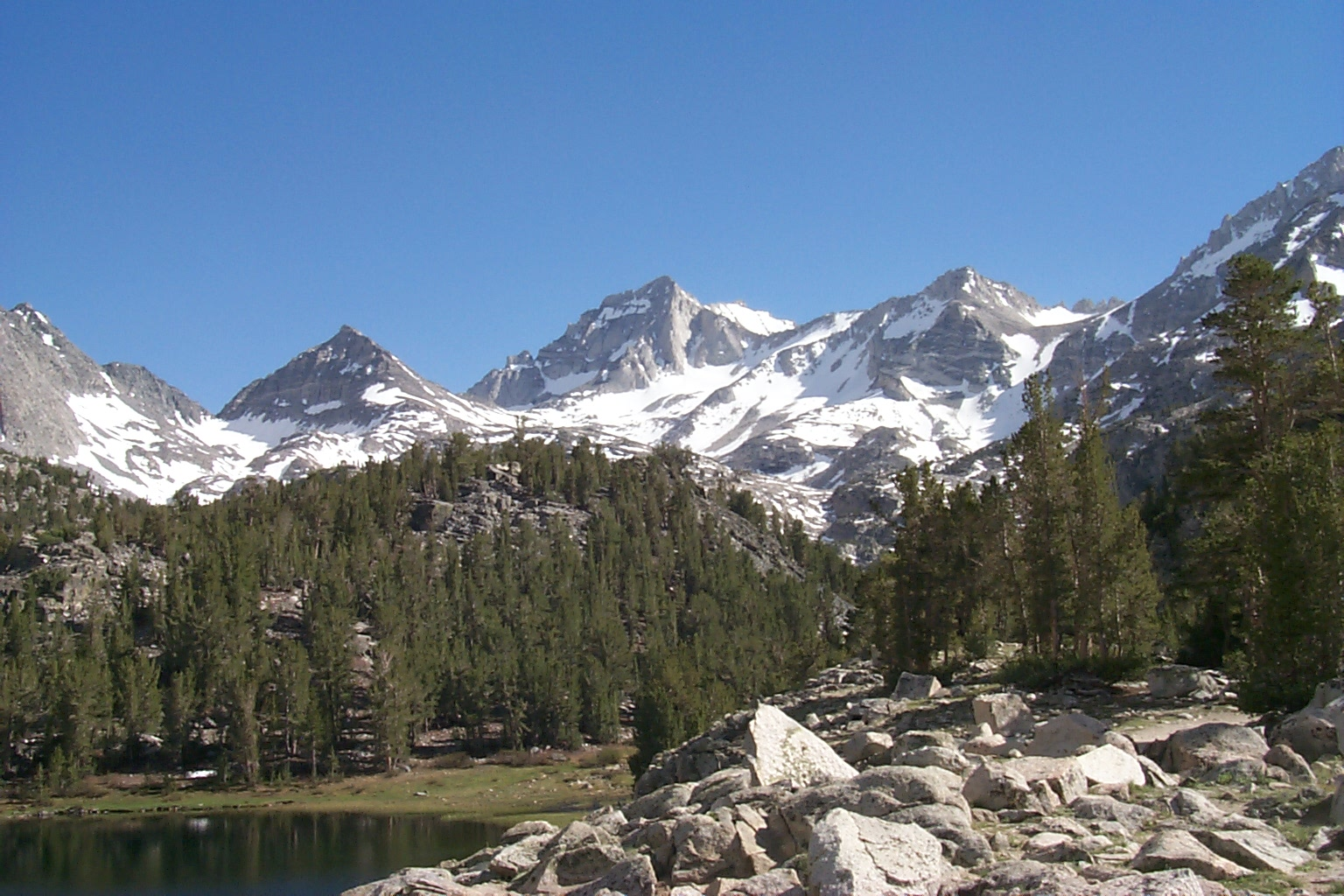
シエラネバダ山脈東部のリトルレイクス・バレー

カリフォルニア州東部にはシエラネバダ山脈があり、南北に640キロメートルの長さがある。大陸アメリカ合衆国では最も標高の高いホイットニー山は標高4,421メートルである。シエラネバダ山脈の地形は隆起と氷河作用で形成された。
この地域では年間200ないし250日の日照があり、夏は暖かく、冬は厳しい寒さになる。様々な地形があり岩がちの地勢と快適な気候の稀な組み合わせになっている。ヨセミテ・バレーが山脈の中央にある。ヨセミテの北には大きく深い淡水湖タホ湖がある。また地球上で最も容積が大きい木であるジャイアントセコイアが自生している。
シエラネバダ山脈の中でも最も有名なハイキングと乗馬の道がジョン・ミューア・トレイルであり、ホイットニー山からヨセミテ・バレーに通じている。これはメキシコからカナダまで通っているパシフィック・クレスト・トレイルの一部である。この地域にはヨセミテ国立公園、キングスキャニオン国立公園、およびセコイア国立公園の3つの国立公園がある。

## 南カリフォルニア

### トランスバース山脈

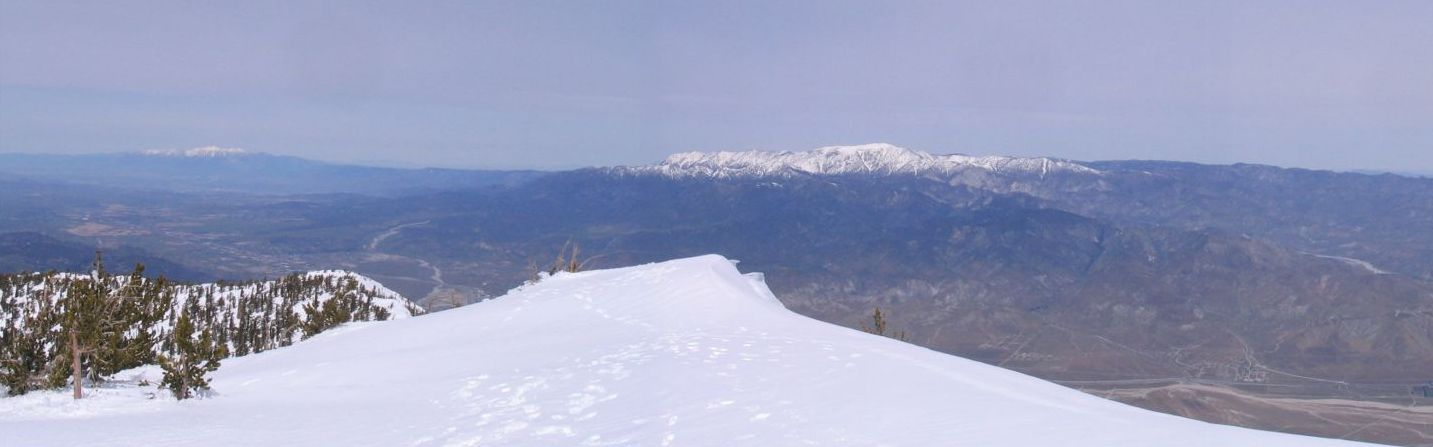
遠景にサンゴルゴニオ山とボールディ山、手前はサンジャシント山

南カリフォルニアは東西に伸びるトランスバース山脈によって州の北部と分けられており、トランスバース山脈にはセントラル・バレーとモハーヴェ砂漠を分けるテハチャピ山地も含まれている。太平洋岸から東、サンバーナーディーノ市の北にあるサンバーナーディーノ山脈まで160キロメートル以上にわたってあるサンタスザナ山脈、サンタモニカ山脈およびサンガブリエル山脈の間のバレーには都市部がちりばめられている。この山脈の最高峰は標高3,505メートルのサンゴルゴニオ山である。サンガブリエル山脈には1920年代に赤方偏移を発見したウィルソン山天文台がある。
トランスバース山脈にはサンタバーバラ郡の西端であるポイントコンセプションから東に（やや南より）、リバーサイド郡西部のサンジャシント山脈東端まで、東西方向の山脈が幾つか続いている。サンタイネス山脈が最も西の山脈であり、ポイントコンセプションからベンチュラ郡のオーハイの西北西、ベンチュラ川まで続いている。ベンチュラ郡とロサンゼルス郡西部に入るトランスバース山脈の西部には、パインマウンテンリッジ、ノルトホフリッジ・トパトパ山脈、リンコンピーク・レッド山、サルファー山、サンタポーラリッジ、サウス山・オート山・サンタスザナ山脈、シミヒルズ、コネホ山脈・サンタモニカ山脈がある。
ロサンゼルス郡西北隅にはリーブル山脈があり、サンガブリエル山脈の北西延伸部になっている。この2つの山脈はサンアンドレアス断層の太平洋プレート側にある。この断層によってサンガブリエル山脈とさらに東のサンバーナーディーノ郡にあるサンバーナディーノ山脈が分けられている。
南カリフォルニアの冬の同じ日に、太平洋ではサーフィン、山岳部ではスキーを楽しむことも可能である。

### ロサンゼルス盆地

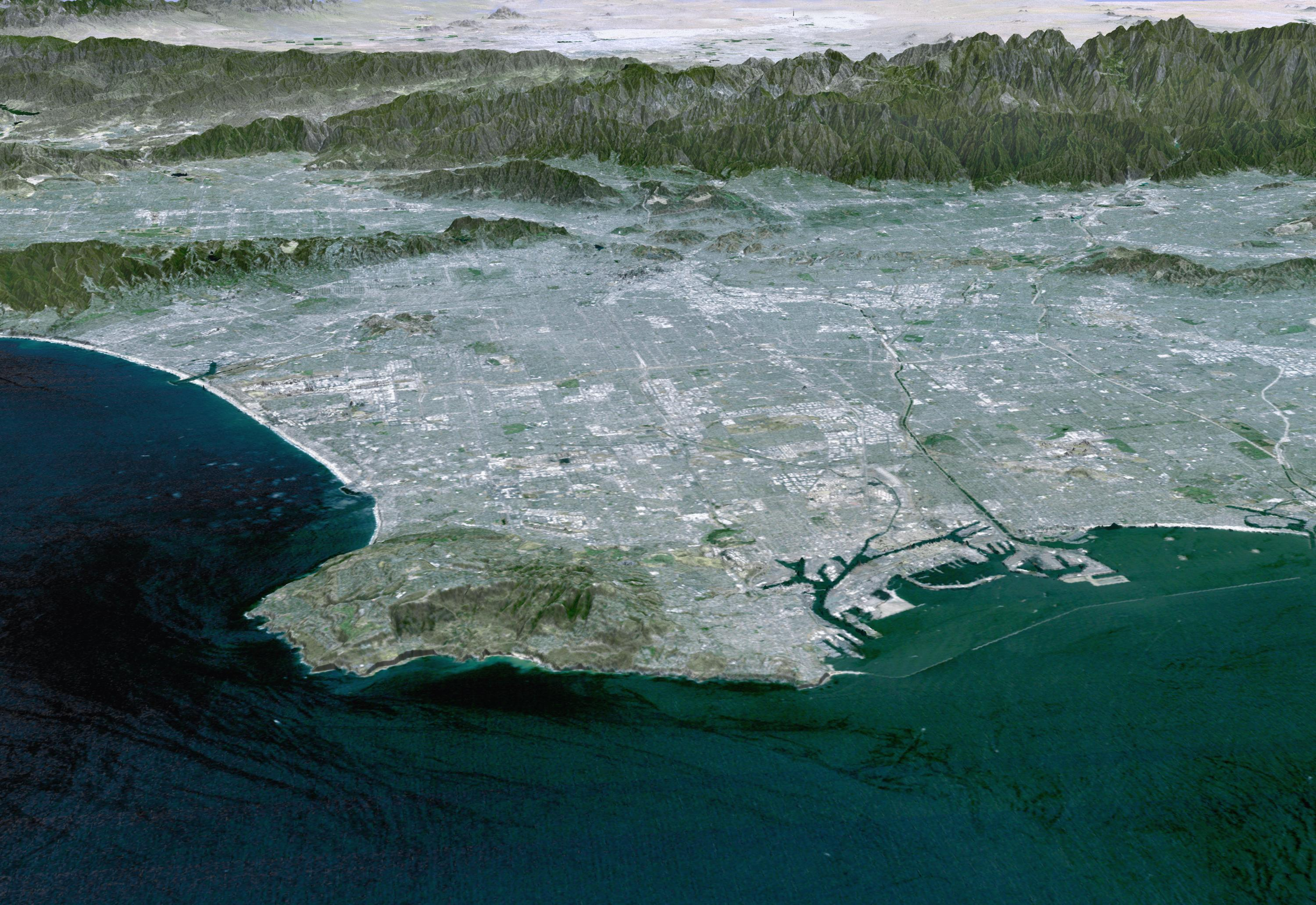
ランドサット衛星から撮影したロサンゼルス盆地

1,500万年前からロサンゼルス川、サンガブリエル川およびサンタアナ川がカリフォルニアの南部海岸に沿うトランスバース山脈からの土砂を運んできた。その堆積物がロサンゼルス盆地と呼ばれる広大で平たい大地を形成した。その上にロサンゼルス郡とオレンジ郡の人口の大半が住んでいる。
ロサンゼルス川がリオホンドと合流する地点の堆積物の深さが10キロメートルと一番深い。このように膨大な堆積物があるということは他の地形に比べて当然安定性に劣っており、ロサンゼルスとその周辺は地震に対して危険だと言われる理由の一つになっている。

### モハーヴェ砂漠

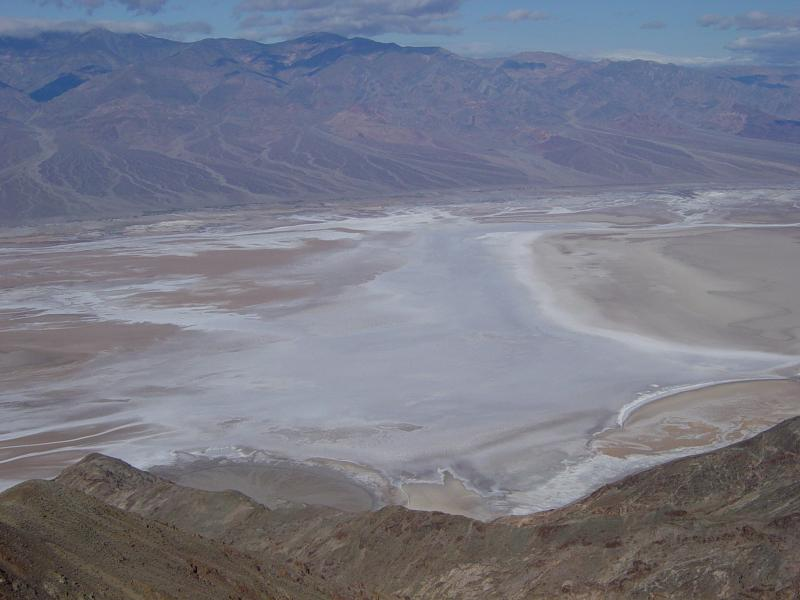
バッドウォーター盆地、北アメリカで最も標高の低い地域

カリフォルニア州南東部にはゴツゴツした砂漠が複数ある。これらの砂漠は、冷たい海岸沖の潮流が水分の蒸発を抑え、山脈の雨蔭であるために降水が少なかったことの組み合わせで生じた。偏西風が大洋から内陸部に向かって吹く。山脈の上を空気が通過するとき、断熱冷却によって空気中の水分をほとんど山に落として行く。この空気が山脈の反対側で海水面の高さに下降すると、再圧縮され暖かく乾燥した空気が砂漠地帯をカラカラに乾燥させる。風が内陸側から吹くとその結果として暑く乾燥したフェーン風が起こる。この風はサンタアナ風と呼ばれている。
モハーヴェ砂漠はその北西部を半島状のテハチャピ山地によって仕切られ、また南西部はサンガブリエル山脈とサンバーナディーノ山脈で区切られている。これら西部にある境界がはっきりしているので、パイをスライスした形のアンテロープ・バレーを形成している。このバレーの外形は、サンアンドレアス断層とガーロック断層という2つの大きな断層によって形作られた。モハーヴェ砂漠は東のネバダ州にまで広がっている。降水量は年平均150ミリメートル以下であり、標高は1,000メートルから2,000メートルである。高地の砂漠であるアンテロープ・バレーのような地域では毎年雪が2、3度は降っていたが、最近では年に1回以下と降雪の回数が少なくなっている。モハーヴェ砂漠にある都市や町の大半は比較的小さい。その中での大都市はパームデールとランカスターである。しかし、歴史あるアメリカ国道66号線の西端だったバーストウのように小さくても有名な町がある。モハーヴェ砂漠にはアメリカ大陸で最も標高が低く、最も暑い地点であるデスバレーがあり、7月下旬や8月上旬の気温は45℃を超えるのが普通である。

### 半島山脈
カリフォルニア州で最も南側にある山脈が半島山脈であり、サンディエゴ市の東からメキシコのバハ・カリフォルニア州にあるシエラ・サンペドロ・マルティアに続いている。半島山脈にはラグナ山脈、サンジャシント山脈、サンタロサ山脈、サンタアナ山脈およびパロマ山脈が含まれている。パロマ山脈には有名なパロマー天文台がある。標高3,302メートルのサンジャシント峰の東側には砂漠の床から頂上近くまで行くケーブルカーがあり、乗客はハイキングやクロスカントリースキーを楽しむことができる。

### コロラド砂漠
半島山脈の東にはコロラド砂漠とソノラ砂漠があり、アリゾナ州やメキシコに広がっている。
この地域の標高は概して低く、ある地域では下に凹んでいて、コーアチェラ・バレー東部やアメリカ＝メキシコ国境の北にあるインペリアル・バレーでは海面下の場所がある。アメリカ合衆国で最も標高が低い町はカリパトリアであり、海面下49メートルとなっている。
この砂漠の特徴ある地形は内陸湖のソルトン湖である。この湖は1905年に増水したコロラド川がアメリカ＝メキシコ国境に近い仮設の運河を破り、ほぼ2年間ソルトン盆地に流れ込んだときにできた。今日のソルトン湖は昔あったカウィーア湖の現代版であり、カリフォルニア州最大の湖になっている。

### チャンネル諸島とパロスベルデス
チャンネル諸島は南カリフォルニアの海岸沖に浮かぶ一群の島である。北チャンネル諸島と南チャンネル諸島の2群に分けられる。全部で8つの島がある。
| 北チャンネル諸島 | 南チャンネル諸島 |
| アナカパ島       | サンクレメンテ島 |
| サンミゲル島     | サンニコラス島   |
| サンタクルス島   | サンタバーバラ島 |
| サンタロサ島     | サンタカタリナ島 |

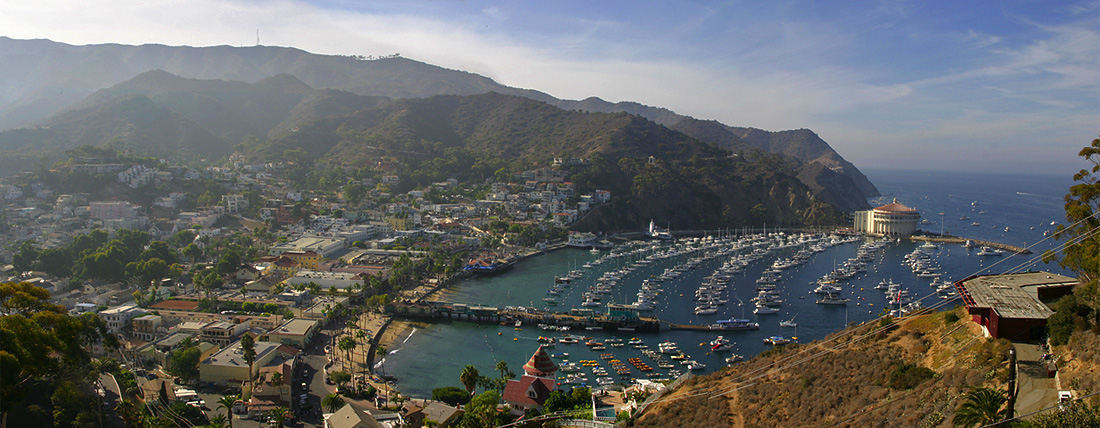
サンタカタリナ島のアバロン

諸島のうち4島はサンタバーバラ郡に、2島はベンチュラ郡に、残り2島はロサンゼルス郡に属している。島の人口は比較的少ない。そこそこの大きさがある町があるのはサンタカタリナ島であり、アバロンとトゥーハーバーズの町がある。アナカパ島、サンミゲル島、サンタバーバラ島、サンタクルス島およびサンタロサ島の5島でチャンネル諸島国立公園を形成している。チャンネル諸島国立海洋保護区もこの諸島にある。サンニコラス島は「サンニコラスの失われた女性」すなわちフアナ・マリアで有名である。この女性はスコット・オデールの児童文学『青いイルカの島』で主人公になった。 
パロスベルデス半島はチャンネル諸島と同じ地質的起源がある。サンタカタリナ島の北にあった1つの島が本土と陸続きになったものである。数百万年にわたって近くの山脈からロサンゼルス盆地の海岸に広がった堆積物がパロスベルデスにまで届いたものである。

## 太平洋
カリフォルニアの西には太平洋がある。水温は夏でも18℃を超えることが稀である。これは深海水が栄養源とともに湧昇を起こすためである。このためにカリフォルニア周辺の海洋生物は熱帯の生態よりも北極の生態に類似している。カリフォルニア沖の海は非常に肥沃で魚の多い暗い緑色であるのに対し、熱帯の海は透明な真っ青である。1930年より以前、モントレー沖では高価なイワシやニシンが獲れたが、現在は枯渇している。これはジョン・スタインベックの小説『キャナリー・ロウ』の題材になった。

## 地質

### 断層
太平洋岸に沿ってはしる断層があるためにカリフォルニアでは地震が発生する。最大の断層ははサンアンドレアス断層である。これまでに起こった大きな地震には以下のものがあった。
- サンフランシスコ地震、1906年
- シルマー地震、1971年
- ロマ・プリータ地震、1989年
- ノースリッジ地震、1994年

海岸の都市は近くでおこった地震だけでなく、環太平洋火山帯の他の地域で起こった地震による津波の被害を受けやすい。1960年チリ地震の津波は1人の命を奪い、ロサンゼルス市には50万ドルから100万ドルの被害を与え、多くの海岸都市の港に損害を出し、クレセントシティでは通りに海水が溢れた。1964年のアラスカ地震ではクレセントシティで12人が死亡し、はるか南のロサンゼルスでも被害を出した。
州内には1914年と1921年に噴火したラッセン山やシャスタ山など幾つかの火山もある。

### 大陸移動
スペイン人によってまだ一部しか探検されていなかった時代のカリフォルニアは1つの島だと考えられており、南のバハ・カリフォルニア半島がカリフォルニア湾から接近して、西に陸が現れていると見られていた。現在カリフォルニア湾に働く海底が広がるプレートテクトニクスの動きによって、南カリフォルニアとサンフランシスコの下のサンアンドレアス断層に沿って広がり、150万年足らずの間に長い島を形成したと推計されている。これは大西洋の形成年数でもある。この長い島が100万年後にはアラスカに衝突するという予言がある。

## 気候
カリフォルニア州の気候は、緯度や標高および海岸からの距離によって、乾燥気候から亜熱帯気候まで幅広く変化している。海岸部と南部は幾らか雨の多い冬と乾燥した夏のある地中海性気候である。大洋の影響で一般に温度の変化を和らげ、特に海岸部では暖かい冬とかなり冷涼な夏を生み出している。
北アメリカのモンスーンの季節には海岸性暴風の影響を受ける。1年間の他の時期には乾燥した気象が山火事を起こしやすくする。カリフォルニアのハリケーンは大西洋のものに比べ襲来回数が少ない。標高の高い地域では冬季に暴風雪を経験する。
豪雨、暴風および融雪によって洪水がたまに起こる。急斜面と不安定な土壌のために、雨が降ったり、地震が起きたときに地すべりが起こりやすい場所がある。